# 云从龙墓
云从龙墓，位于中国广东省广州市天河区兴华街道伍仙桥社区广州大道北伍仙桥直街白云山后峰岭。2002年7月公布为第六批广州市文物保护单位，2008年12月公布为第五批广东省文物保护单位。
云从龙墓的历史年代为元代。